# Lijst van voetbalinterlands Iran - Taiwan
Deze lijst van voetbalinterlands geeft een overzicht van alle officiële voetbalinterlands tussen de nationale teams van Iran en Taiwan (Chinees Taipei). De landen hebben tot op heden vijf keer tegen elkaar gespeeld, te beginnen met een wedstrijd in de groepsfase op het Azië Cup 1988 in Teheran op 13 mei 1968. Het laatste duel, een kwalificatiewedstrijd voor de Azië Cup 2007, vond plaats op 11 november 2006 in Taipei.

## Wedstrijden
| № | Plaats   | Datum            | Competitie                 | Wedstrijd             | Uitslag |
| - | -------- | ---------------- | -------------------------- | --------------------- | ------- |
| 1 | Teheran  | 13 mei 1968      | Azië Cup 1968              | Iran − Taiwan         | 4 − 0   |
| 2 | Teheran  | 25 juni 1993     | WK 1994 kwalificatie       | Iran − Chinees Taipei | 6 − 0   |
| 3 | Damascus | 4 juli 1993      | WK 1994 kwalificatie       | Chinees Taipei − Iran | 0 − 6   |
| 4 | Teheran  | 22 februari 2006 | Azië Cup 2007 kwalificatie | Iran − Chinees Taipei | 4 − 0   |
| 5 | Taipei   | 11 november 2006 | Azië Cup 2007 kwalificatie | Chinees Taipei − Iran | 0 − 2   |

## Samenvatting
| Competitie            | Totaal gespeeld | Winst Iran | Gelijk | Winst Chinees Taipei | Doelsaldo Iran – Chinees Taipei |
| --------------------- | --------------- | ---------- | ------ | -------------------- | ------------------------------- |
| WK-kwalificatie       | 2               | 2          | 0      | 0                    | 12 – 0                          |
| Azië Cup              | 1               | 1          | 0      | 0                    | 4 – 0                           |
| Azië Cup-kwalificatie | 2               | 2          | 0      | 0                    | 6 – 0                           |
| Totaal                | 5               | 5          | 0      | 0                    | 22 – 0                          |

FFIRI · 
A-internationals · 
Selecties · Bondscoaches · 
Statistieken · 
Iraans vrouwenelftal · 
Iran U21 · 
Iran U20 · 
Iran U19 · 
Iran U18 · 
Iran U17
1940 – 1969 · 
1970 – 1979 · 
1980 – 1989 · 
1990 – 1999 · 
2000 – 2009 · 
2010 – 2019 ·
2020 − 2029
Asian Cup 1960 · 
Asian Cup 1968 · 
Asian Cup 1972 · 
Asian Cup 1976 · 
Asian Cup 1980 · 
Asian Cup 1984 · 
Asian Cup 1988 · 
Asian Cup 1992 · 
Asian Cup 1996 · 
Asian Cup 2000 · 
Asian Cup 2004 · 
Asian Cup 2007 · 
Asian Cup 2011
WK 1978 · 
WK 1998 · 
WK 2006 · 
WK 2014 · 
WK 2018
OS 1964 · 
OS 1972 · 
OS 1976
1941 · 
1942–1946 · 
1947 · 
1948 · 
1949 · 
1950 · 
1951 · 
1952 · 
1953–1957 · 
1958 · 
1959 · 
1960–1961 · 
1962 · 
1963 · 
1964 · 
1965 · 
1966 · 
1967 · 
1968 · 
1969 · 
1970 · 
1971 · 
1972 · 
1973 · 
1974 · 
1975 · 
1976 · 
1977 · 
1978 · 
1979 · 
1980 · 
1981 · 
1982 · 
1983 · 
1984 · 
1985 · 
1986 · 
1987 · 
1988 · 
1989 · 
1990 · 
1991 · 
1992 · 
1993 · 
1994 · 
1995 · 
1996 · 
1997 · 
1998 · 
1999 · 
2000 · 
2001 · 
2002 · 
2003 · 
2004 · 
2005 · 
2006 · 
2007 · 
2008 · 
2009 · 
2010 · 
2011 · 
2012 ·
2013 ·
2014 ·
2015 ·
2016 ·
2017 ·
2018 ·
2019 ·
2020 ·
2021 ·
2022 ·
2023 ·
2024
Afghanistan ·
Albanië ·
Algerije ·
Angola ·
Argentinië ·
Armenië ·
Australië ·
Azerbeidzjan ·
Bahrein ·
Bangladesh ·
Bolivia ·
Bosnië en Herzegovina ·
Botswana ·
Brazilië ·
Bulgarije ·
Burkina Faso ·
Cambodja ·
Canada ·
Chili ·
China ·
Costa Rica ·
Cyprus ·
Denemarken ·
Duitsland ·
Ecuador ·
Egypte ·
Engeland ·
Filipijnen ·
Frankrijk ·
Georgië ·
Ghana ·
Guam ·
Guatemala ·
Guinee ·
Hongarije ·
Hongkong ·
Ierland ·
IJsland ·
India ·
Indonesië ·
Irak ·
Israël ·
Jamaica ·
Japan ·
Jemen ·
Joegoslavië ·
Jordanië ·
Kameroen ·
Kazachstan ·
Kenia ·
Kirgizië ·
Koeweit ·
Kroatië ·
Laos ·
Libanon ·
Libië ·
Litouwen ·
Madagaskar ·
Malediven ·
Maleisië ·
Mali ·
Marokko ·
Mexico ·
Montenegro ·
Mozambique ·
Myanmar ·
Nederland ·
Nepal ·
Nicaragua ·
Nieuw-Zeeland ·
Nigeria ·
Noord-Korea ·
Noord-Macedonië ·
Oeganda ·
Oekraïne ·
Oezbekistan ·
Oman ·
Oostenrijk ·
Pakistan ·
Palestina ·
Panama ·
Papoea-Nieuw-Guinea ·
Paraguay ·
Peru ·
Polen ·
Portugal ·
Qatar ·
Roemenië ·
Rusland ·
Saoedi-Arabië ·
Schotland ·
Senegal ·
Sierra Leone ·
Singapore ·
Slowakije ·
Sovjet-Unie ·
Spanje ·
Sri Lanka ·
Syrië ·
Tadzjikistan ·
Taiwan ·
Thailand ·
Togo ·
Trinidad en Tobago ·
Tsjecho-Slowakije ·
Tunesië ·
Turkije ·
Turkmenistan ·
Uruguay ·
Venezuela ·
Verenigde Arabische Emiraten ·
Verenigde Staten ·
Vietnam ·
Wales ·
Wit-Rusland ·
Zambia ·
Zuid-Jemen ·
Zuid-Korea ·
Zweden
Angola (2006) ·
Argentinië (2014) ·
Bosnië en Herzegovina (2014) ·
Marokko (2018) ·
Mexico (2006) ·
Nigeria (2014) ·
Portugal (2006) ·
Portugal (2018) ·
Spanje (2018)
CTFA ·
Bondscoaches ·
vrouwenvoetbalelftal ·
Topscorers
Afghanistan ·
Australië ·
Bahrein ·
Bangladesh ·
Brunei ·
Cambodja ·
Fiji ·
Filipijnen ·
Grenada ·
Guam ·
Hongkong ·
India ·
Indonesië ·
Irak ·
Iran ·
Israël ·
Japan ·
Jordanië ·
Kenia ·
Kirgizië ·
Koeweit ·
Laos ·
Macau ·
Maleisië ·
Mongolië ·
Myanmar ·
Nepal ·
Nieuw-Zeeland ·
Noord-Korea ·
Oezbekistan ·
Oman ·
Oost-Timor ·
Pakistan ·
Palestina ·
Panama ·
Saint Kitts en Nevis ·
Salomonseilanden ·
Saoedi-Arabië ·
Singapore ·
Sri Lanka ·
Syrië ·
Thailand ·
Trinidad en Tobago ·
Turkmenistan ·
Vietnam ·
Zuid-Korea ·
Zuid-Vietnam